# Pedro Espinha
Pedro Manuel Espinha Ferreira (Mafra, 1965. szeptember 25. –) portugál válogatott labdarúgó.

## Sikerei, díjai

### Játékosként
- FC Porto
  - Portugál bajnok: 2000-2001
  - Portugál szuperkupa: 2002